# Казуки Накаџима
Казуки Накаџима (јап. 中嶋 一貴, енгл. Nakajima Kazuki) рођен 11. јануара, 1985. у Оказаки, Аичи Јапан) је јапански возач, који је возио у Формули 1 у периоду од 2007. до 2009, за Вилијамс. Био је тест возач ове екипе и члан ДАМС тима, члана ГП 2 шампионата. Сезону 2008 завршио је на 15. месту. Син је бившег возача Ф1 Сатору Накаџиме. Побједник је трке 24 сата Ле Мана 2018. и 2019, као и ФИА светског шампионата у издржљивости 2018/19, које је освојио заједно са сувозачима — Фернандом Алонсом и Себастјеном Буемијем.